# Svag doft av skymning
Svag doft av skymning är ett studioalbum av Peter LeMarc, utgivet 2012.

## Låtlista
1. Svag doft av skymning
2. Memphis i himlen
3. Bästa stunden på dan
4. Gråta som en karl
5. Våra bästa dar
6. Min kyrka
7. En sång som ingen radio spelar
8. På mitt hjärtas torg
9. Har någon sett till Douglas?
10. Regn mot ett rostigt tak
11. Den nakna sanningen

## Medverkande musiker
- Peter LeMarc - sångare, kompositör, textförfattare, producent
- Jerker Odelholm - bas
- Andreas Dahlbäck - trummor, slagverk
- Stephan Forkelid - piano, elpiano
- Ola Gustafsson - gitarr, pedal steel
- David Nyström - hammondorgel
- Bebe Risenfors - klockspel, saxofon, kornett, althorn, bastuba, klarinett, munspel, omnichord
- Per Lindholm - producent
- Ronny Lahti - producent

## Listplaceringar
| Lista (2012-2013) | Topplacering |
| ----------------- | ------------ |
| Sverige           | 1            |

### Fotnoter
1. ↑  ”Svag doft av skymning”. Svensk mediedatabas. http://smdb.kb.se/catalog/id/002847956. Läst 15 november 2012.
2. ↑  ”Svag doft av skymning”. Hitparad. http://hitparad.se/showitem.asp?interpret=Peter+Lemarc&titel=Svag+doft+av+skymning&cat=a. Läst 15 november 2012.